# Nikolas Ledgerwood
 (février 2022).
Nikolas « Nik » Ledgerwood, né le 16 janvier 1985 à Lethbridge, est un joueur international canadien de soccer. Il évolue au poste de milieu défensif.

## Biographie

### Carrière en club
Né à Lethbridge, Alberta, Ledgerwood joue en faveur du Calgary Storm en 2002, avant de rejoindre l'Europe et le club allemand du TSV 1860 München. Il signe un contrat de deux ans avec le 1860 München en juillet 2003.
Durant plusieurs saisons, il joue avec l'équipe B. En 2006, il rejoint l'équipe A qui évolue en deuxième division, mais il ne devient titulaire qu'après un prêt à Wacker Burghausen, qui se voit relégué à la fin de la saison 2006-07.
Après cinq ans passés à Munich, le 9 juin 2009, il annonce son transfert vers le FSV Francfort, pour un contrat d'un an. Par la suite, le 12 juillet 2010, il signe un contrat de deux ans avec le Wehen Wiesbaden.
En 2012, il rejoint le club suédois d'Hammarby IF, qui évolue en deuxième division. Il inscrit, en deux saisons, quatre buts dans ce championnat.
Il annonce son retrait du soccer professionnel le 31 janvier 2022.

### Carrière internationale
Avec les moins de 20 ans, il participe à deux reprises à la Coupe du monde des moins de 20 ans, en 2003 puis en 2005. Lors du mondial 2003 organisé aux Émirats arabes unis, il ne joue qu'une seule rencontre, face à l'Australie (seulement neuf minutes de jeu). Le Canada s'incline en quart de finale face à l'Espagne. Lors du mondial 2005 qui se déroule aux Pays-Bas, il est titulaire et prend part aux trois matchs disputés par son équipe. Le Canada est cette fois-ci éliminé dès le premier tour. 
Nikolas Ledgerwood reçoit un total de cinquante sélections en équipe du Canada entre 2007 et 2017, inscrivant un but.
Il joue son premier match en équipe nationale le 22 août 2007, en amical contre l'Islande (1-1).
Il dispute avec le Canada une rencontre lors des éliminatoires du mondial 2010, huit lors des éliminatoires du mondial 2014, et enfin sept lors des éliminatoires du mondial 2018. 
Il inscrit son seul et unique but en équipe nationale le 6 septembre 2016, contre le Salvador, lors des éliminatoires du mondial 2018 (victoire 3-1).
Il participe avec le Canada à trois Gold Cup, en 2011, 2013 et 2015. Il joue trois matchs lors de l'édition 2011, à nouveau trois matchs lors de l'édition 2013, et enfin deux rencontres lors de l'édition 2015.
Il joue son dernier match avec le Canada le 22 mars 2017, en amical contre l'Écosse (score : 1-1).